# APDS
APDS (acrónimo de la voz inglesa armour-piercing discarding sabot) es un tipo de proyectil de penetración que actúa bajo los principios básicos de la energía cinética; se dispara desde un cañón y se utiliza principalmente para atacar blancos protegidos. Los cartuchos de tipo APDS son del tipo sabot, y son comúnmente usados en calibres de cañón de gran capacidad, estos ahora han sido superados en capacidades por los proyectiles del tipo APFSDS (del inglés: armour-piercing fin-stabilized discarding sabot) en muchos sistemas de cañones para carros de combate. De algún modo, los cartuchos APDS siguen siendo comúnmente usados en armas de calibres cortos/medios. Al adaptarse a ciertos calibres, este tipo de munición puede llegar a doblar efectivamente cualquier clase de capacidad de penetración de una munición corriente de cualquier arma de fuego, comparado con los cartuchos de munición AP (armour-piercing), AP - decapados (APC), o a los APC + capucha de cubierta balística (APCBC).

## Historia y desarrollo
Las municiones para penetrar blindados del tipo APDS se desarrollaron por los ingenieros que trabajaban para el equipo francés de la compañía Edgar Brandt, y se probaron en dos calibres (T1 de calibre 75 mm/57 mm para el cañón antitanque Mle1897/33 de calibre 75 mm., y el T2 de 37 mm/25 mm para los cañones antitanque que tuvieran el calibre 37 mm en su construcción) justo después de que el armisticio de Francia-Alemania en 1940 fuera firmado. Los ingenieros que trabajaban para la compañía Edgar Brandt, fueron evacuados al Reino Unido, y se unieron a los equipos que desarrollaban las municiones APDS allí, culminando su trabajo en unas significativas mejoras al concepto y proveyendo una exitosa realización del mismo. Los proyectiles del tipo APDS se desarrollarían posteriormente en el Reino Unido entre 1941-1944 por la firma de ordenanzas Armaments Research Department, y quienes  se encargarían de llevar a cabo dichos trabajos serían los señores Permutter y Coppock, quienes desde luego terminaron perfeccionando dicho proyectil. A mediados de 1944 el cartucho APDS se introdujo primero al servicio dentro del cañón QF 6 pdr, y en septiembre de 1944 se introduciría para el QF 17 pdr.
Las razones para el desarrollo de los proyectiles del tipo APDS se originaron en la búsqueda de un proyectil con capacidades antitanque, que les incrementase a las armas en uso su desempeño en penetración; ya que era sabido que la velocidad terminal del impacto era muy reducida, y dado que el desarrollo de una nueva pieza de artillería, que contara con un gran diámetro de proyectil; eran requeridos para el incremento del alcance y la penetración a través de cualquier blindaje. Un proyectil más grande requería un arma completamente nueva y posiblemente sería demasiado pesada para reacondicionar a los chasis existentes en los tanques de la época. Al incrementarse la velocidad de salida del proyectil con las armas activas se originaba otra limitación, y era la de que se podrían originar problemas en cuanto a la limitante de la velocidad de impacto frente a planchas de acero especial con proyectiles antiblindaje, que se podían romper al alcanzar velocidades sobre los ~850 m/s al desenvainarse de su casquillo protector.

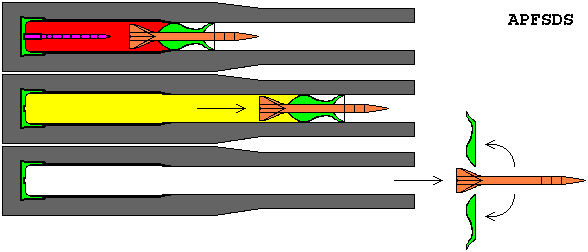
Un esquema diagramático de un proyectil estabilizado por aletas de carcasa desechable en su operación.

Con el fin de incrementar las velocidades de impacto, se hizo necesario la creación de una ojiva más fuerte para el proyectil penetrador, y un cambio en su material era requerido de manera urgente. La elección de un nuevo material para el penetrador se hizo pensando en una punta compuesta de carburo de tungsteno (CT), dada su sorprendente dureza y a su ya probada habilidad para soportar la energía generada por el gran choque y la presión generados del impacto a alta velocidad. Gracias a la  densidad del CT (~15.7 g/cm³), que en la época era el doble de una pieza de acero (~7.86 g/cm³); este ya era lo suficientemente poderoso y pesado como para ser y soportar la aceleración de la velocidad de salida del disparo. Previendo que otros inconvenientes interfiriesen en dichos requisitos, una vaina de peso aligerado se desarrolló para envainar enteramente al núcleo. El nombre dado a dicho proyectil fue el de Armor-Piercing Composite Rigid (APCR). El proyectil APCR pesa cerca de la mitad de un proyectil AP, pero del mismo diámetro. Dado al gran margen de aceleración imprimido en la reducida área que los gases le infringen al ultraligero proyectil APCR, se experimentó un gran incremento en el margen de impacto y en la aceleración en el ánima del cañón, lo que se tradujo en una mayor velocidad de salida y de retroceso del cañón. Desafortunadamente, la baja densidad seccional de un proyectil APCR resulta en una pobre capacidad de carga de energía de impacto (alta pérdida aerodinámica), anexa a la consabida pérdida de velocidad y capacidad de penetración relacionada sobre la distancia recorrida.
Para desechar dichas limitaciones, los ingenieros británicos idearon una forma para que la vaina que fuera eyectada se descartara al salir del cañón. El nombre otorgado a la vainilla descartada fue el de sabot, una palabra de origen francés para un tipo de calzado de madera. Para los proyectiles APDS el sabot se sabe que es como un recipiente de contención, que al ser eyectado recuerda la forma de una flor. El proyectil APDS dispone de ciertas ventajas sobre los proyectiles de peso reducido al mantener la velocidad de aceleración obtenida desde su salida del cañón, pero sin sufrir las considerables pérdidas de un proyectil APCR en vuelo.

## Construcción del sabot
El sabot de un calibre mayor del tipo APDS consiste de una aleación ligera de alta resistencia de acero del tamaño total y completo del calibre del cañón, tanto en su diámetro como en su base unitaria; a la que es fijado en conjunto. La parte frontal del contenedor se compone de tres a cuatro pétalos (sabots); con los que se cubre el proyectil, sujetos mediante cintas de centrado (compuestas de un derivado del nailon). La parte trasera en parte está compuesta de un fondo de goma, que actúa como obturador; y una banda de conducción (del mismo material anterior, nailon); que mantienen en su lugar el dispositivo mediante una sujeción roscada en la unidad de base. La base de la unidad, si el proyectil subcalibrado tiene un elemento trazador acoplado, tiene un agujero ubicado en el centro. Antes de disparar, el proyectil subcalibrado y el sabot están unidos. Dado a las grandes fuerzas de retroceso, generadas por la fricción entre el contenedor y el proyectil subcalibrado las que son transferidas por a la unión roscada, que mantienen estabilizado al proyectil subcalibrado. Los proyectiles subcalibrados de calibres pequeños/medios de las municionesAPDS usan una vaina ultraresistente de peso aligerado para la base y de tres a cuatro de pétalos plásticos para encerrar el proyectil subcalibre. Para transferir la fuerza de giro al núcleo en las armas de calibres pequeños/medios, el núcleo tiene siempre una muesca en su base. Después de su aceleración, que puede superar fuerzas de hasta 100,000 g, la base es irregularmente forzada en el más suave paso por el material de la vaina, para asegurar el proyectil  subcalibre en la misma e impartir el efecto de  giro. No todos los calibres pequeños/medios de las municiones APDS funcionan bajo el mismo principio, hay otro método para generar la fuerza de giro al acoplarse este usando la coraza plástica de su vaina. Luego los pétalos se hacen de un tamaño ligeramente superior y de un diámetro mayor que el de las estrías del ánima del cañón para este fin. Esto fuerza a los pétalos muy ceñidos contra las paredes del cañón y el núcleo del proyectil, incrementando la fricción entre estas y dando el efecto de giro; que es subsecuentemente transferido al proyectil subcalibrado.

### Construcción del proyectil subcalibrado
El proyectil subcalibrado está hecho de un núcleo de alta densidad con un tapón penetrador de alta dureza, encerrado dentro de una vaina de alta resistencia (hecha de acero de aleación ligera y aluminio en aleación con magnesio) de tipo balístico. Para los calibres pequeños/medianos actuales de los proyectiles APDS en uso, el núcleo no está cubierto y las cubiertas balísticas y el penetrador están combinados. Un elemento indicador se puede añadir a los cartuchos APDS en el proyectil subcalibrado, tanto en calibres armas de gran tamaño como en calibres pequeños. Estos forman parte de la cubierta exterior en las municiones de armas de grueso calibre así como en las de mediano/pequeño calibre, y este elemento en cuetsión está contenido dentro de una cavidad hueca, o conectado a la base del núcleo. Los proyectiles APDS más modernos utilizan la alta fuerza de choque generada de su disparo en conjunto con las aleaciones de alta resistencia de tungsteno como su fuerza de penetración. El principal componente aparte del tungsteno son aleaciones o sintetizados de aleaciones con cobalto, cobre, hierro o níquel. Hoy en día muy pocos proyectiles APDS utilizan núcleos y/o penetradores de uranio empobrecido (DU); otros están hechos de aleaciones de titanio para el material penetrador, aunque algunos de los proyectiles usados en el Phalanx como el Mk.149-2 hacen uso de núcleos de uranio empobrecido.

## Eyección del sabot
Cuando un proyectil de gran calibre del tipo APDS es disparado, dentro del cañón al mismo tiempo al girarse al revés hace que las fuerzas de impulsión lancen los cortes contra las paredes del arma del que se dispara, haciendo que los pétalos que envuelven al proyectil subcalibrado sean separados hacia adelante, en parte esto libera el proyectil subcalibrado desde su vaina, pero lo mantiene rígidamente apegado al cañón, pero aún dentro de su vaina protectora. La presión del gas que se utiliza para retrasar la salida de los pasadores de sujeción de la parte posterior del subproyectil por las fuerzas giroscópicas imprimdas a este lo mantienen como se ve en estado normal. Una vez fuera del cañón, los pétalos, las bandillas de centrado y otros seguron son liberados hacia adelante son y/o descartados por las fuerzas de giro del proyectil, y la resistencia que el aire le impirme a cualquier objeto que lo atraviesa elimina el contenedor y la base del proyectil subcalibrado. Como un proyectil subcalibrado APDS no necesita de sus bandas de conducción, ya que el centro se apoya en la región de base y en la ojiva; hacen que la forma del proyectil se haga mucho más aerodinámico, algo que incluso en los cartuchos más modernos de su clase se puede temporizar. Esto, en combinación con la densidad del proyectil subcalibrado; le otorgan una mayor sección de impacto, dando como resultado que el proyectil subcalibrado sea mucho aerodinámico; reduciendo su resistencia aerodinámica en comparación con los del tipo APCR. Tanto mayor sea la velocidad inicial, el resultado de reducir la resistencia de la velocidad terminal de alta en el impacto. Esto también reduce el tiempo de vuelo y mejora la precisión. El margen de efectividad del impacto puede sufrir si hay interacciones no deseadas o en el zueco del proyectil subcalibrado, o en el momento en que la vaina es descartada del proyectil subcalibrado; hacen que su efectividad se reduzca apreciablemente.

## Descripción de un impacto
La secuencia de impacto desde un cartucho APDS, por ejemplo disparado desde el cañón 120 mm L11, como el usado en el tanque Chieftain, desde el cual se dispara el proyectil L15-APDS (con una velocidad de salida de 1370 m/s), es la siguiente: la cubierta del proyectil balístico es rota, la cubierta penetrante luego choca contra el blindaje, distribuyendo la fuerza del impacto alrededor de la superficie entera del núcleo del proyectil, reduciéndose a una pequeña área la fuerza inicial experimentada por el núcleo del cartucho, la vaina de acero que envuelve al núcleo se "pela" y sale de este, y luego el proyectil se impacta hasta penetrar el blindaje. La penetración del proyectil L15-APDS es de aproximadamente 355 mm de blindaje homogéneo en láminas hasta distancias de los 1000 m.

## FAPDS
Muchos calibres medios nuevos del tipo APDS junto a sus corazas usan un proyectil con cabezal compuesto de una aleación de alta densidad, los proyectiles resultantes se denominan Proyectiles de cabeza astillable de coraza desechable (del inglés: Frangible Armour Piercing Discarding Sabot) o FAPDS por sus siglas en inglés), o FAP (en inglés: Frangible Armour Piercing para las municiones de ojiva completa. Durante la penetración, los fragmentos colapsables del proyectil se reducen a piezas de metralla de alta velocidad que rebotan en las paredes internas del blindado impactado. El efecto de un impacto con un proyectil de estas características en un blindado ligero es muchas veces similar al de un disparo de un proyectil de alto poder explosivo, pero con una densa nube de pequeños y muy veloces fragmentos de metralla penetrando en el interior del vehículo abatido. Cuando se impacta a un blanco más protegido el efecto de un proyectil FAPDS es más semejante al de un proyectil estándar del tipo APDS, que junto a una muy alta fragmentación de la coraza envolvente del proyectil, se hace más letal en el blindaje que se haya perforado.